# Правило Гито
Правило Гито (англ. Giteau's law) — правило, введённое в 2015 году Австралийским регбийным союзом, которое впервые в истории разрешило вызывать в сборную Австралии по регби игроков, выступающих не в Супер Регби — крупнейшем чемпионате Южного полушария. Названо в честь регбиста Мэтта Гито, которого первым из подобных игроков призвали в сборную Австралии перед началом чемпионата мира 2015 года.

## Предыстория
До 2015 года спортивное право регби Австралии разрешало вызывать в сборную Австралии только тех игроков, которые на момент вызова выступали в Супер Регби. Однако в 2015 году главный тренер сборной Австралии Майкл Чейка обратился с инициативой к спортивному руководству с просьбой изменить правила, чтобы в команду можно было дозаявить выступавшего на позиции центрового и блуждающего полузащитника Мэтта Гито. На момент начала чемпионата мира Гито играл за французскую команду «Тулон». В апреле 2015 года Австралийский регбийный союз пошёл навстречу и изменил правила
После изменения правил отныне любой австралийский регбист, играющий за рубежом, имел право вызываться в сборную Австралии, но только если он предварительно провёл хотя бы семь сезонов в Супер Регби и отыграл не менее 60 тест-матчей за сборную Австралии. Если игрок после перехода из иностранного клуба заключил контракт с клубом «Супер Регби» на два года, то он автоматически получает право вызываться в сборную Австралии.

## Результат
Благодаря введению правила в сборную удалось заявить двух легионеров из французского чемпионата — Мэтта Гито и Дрю Митчелла (оба — «Тулон»). Помощник тренера сборной Стивен Ларкем приветствовал решение, заявив, что это поможет сборной на крупных международных турнирах:

Это не просто команда — она может быть чуть постарше и опытнее, но у нас зато теперь идеальные количества опытных игроков, игроков-ветеранов и юных вдохновлённых пацанов.
Оригинальный текст (англ.)It’s not just a team that’s a little bit older and therefore more experienced (but) we’ve got the right number of experienced guys, the right number of older guys and the right number of younger enthusiastic guys.

Исполнительный директор Регбийного союза Новой Зеландии Стив Тью заявил, что Новая Зеландия подобное правило вводить не будет, поскольку не всегда повторяет шаги Австралии. Майкл Чейка заявил, что в преддверии чемпионата мира 2019 года ожидает, что на 85% команда будет укомплектована именно легионерами

## Список игроков, имеющих право выступать за сборную

### Игроки Супер Регби
Ниже представлены игроки, выступающие в Супер Регби, но имеющие право перейти в иностранный клуб и продолжить выступать за сборную Австралии по правилу Гито.
- Адам Эшли-Купер (Уаратаз)
- Кёртли Бил (Уаратаз)
- Куэйд Купер (Мельбурн Ребелс)
- Исраэль Фолау (Уаратаз)
- Бернард Фоли (Уаратаз)
- Майкл Хупер (Уаратаз)
- Секопе Кепу (Уаратаз)
- Ник Фиппс (Уаратаз)
- Дэвид Покок (Брамбиз)
- Роб Симмонс (Уаратаз)
- Джеймс Слиппер (Брамбиз)
- Уилл Гения (Мельбурн Ребелс)

### Легионеры
Ниже представлены легионеры, имеющие право выступать за сборную Австралии по правилу Гито.
- Татафу Полота-Нау ( Лестер Тайгерс)
- Джеймс Хоруилл ( Харлекуинс)